# Lijst van erfelijke aandoeningen
Er zijn heel veel (vele duizenden) erfelijke of gedeeltelijk erfelijke aandoeningen.
Een aantal erfelijke aandoeningen die in de Wikipedia tot op heden behandeld worden zijn:
- Craniosynostose
- Astma
- Anemie van Fanconi
- Fenylketonurie (PKU)
- Hemofilie
- Hereditaire motorische en sensorische neuropathieën (HMSN)
- Katwijkse ziekte
- Kleurenblindheid
- Klompvoet
- Medium chain acyl co-enzym-A dehydrogenase-deficiëntie (MCAD)
- Pontocerebellaire hypoplasie type 2 (PCH-2)
- Sferocytose
- Sikkelcelanemie
- Spierdystrofie van Duchenne
- Syndroom van Carpenter
- Syndroom van Lesch-Nyhan
- Syndroom van Gilbert
- Taaislijmziekte
- Thalassemie
- Ziekte van Van Buchem
- Ziekte van Duchenne
- Ziekte van Huntington

NB. Deze lijst is niet volledig. Zoek op de naam van de ziekte of in Categorie:Genetische aandoening om te kijken of er een artikel over bestaat op Wikipedia.